# 稲葉正巳
稲葉 正巳（いなば まさみ、文化12年10月15日〈1815年11月15日〉- 明治12年〈1879年〉9月16日）は、江戸時代後期から末期の大名。安房館山藩第4代藩主。3代藩主稲葉正盛の長男。

## 生涯
文政3年（1820年）2月7日、父正盛の死により家督を相続する。天保3年（1832年）6月1日、将軍徳川家斉に拝謁する。文久2年（1862年）、若年寄に就任する。元治元年（1864年）には外国御用取扱勝手掛・海陸備向取扱となり、神戸海軍操練所設立に尽力する。同年、若年寄を辞任して隠居、家督を養子の正善（大岡忠恕の次男）に譲った。翌慶応元年（1865年）には若年寄に再び任じられ、幕府海軍の軍制整備を担当する。徳川慶喜に重用され、慶応2年（1866年）、陸軍奉行、老中格、海軍総裁に進む。明治元年（1868年）に全ての幕府役職を辞任して新政府に恭順した。

## 年譜
- 文化12年（1815年）10月15日：稲葉正盛の長男として生まれる。
- 文政3年（1820年）2月7日：稲葉家の家督を相続する。
- 弘化2年（1845年）7月29日：大番頭に就任する。
- 文久元年（1861年）7月8日：講武所奉行に就任する。
- 文久2年（1862年）3月15日：若年寄に就任する。
- 文久2年（1862年）6月18日：外国掛となる。
- 元治元年（1864年）9月27日：若年寄を辞職する。
- 元治元年（1864年）12月17日：隠居。
- 慶応元年（1865年）1月19日：若年寄に再び就任する。
- 慶応2年（1866年）8月4日：陸軍奉行に就任する。
- 慶応2年（1866年）12月16日：老中格となる。
- 慶応2年（1866年）12月27日：海軍総裁に就任する。
- 慶応3年（1867年）5月6日：国内事務総裁に就任する。
- 慶応4年（1868年）2月1日：幕府の役職を辞する。
- 明治12年（1879年）：死去。享年65。

## 系譜
父母
- 稲葉正盛（父）
- 本多忠誠の娘（母）

正室
- 諏訪牧子 ー 諏訪忠恕の娘

養子
- 稲葉正善 ー 大岡忠恕の次男